# Trans-2-エノイルCoAレダクターゼ (NADPH)
trans-2-エノイルCoAレダクターゼ (NADPH)（trans-2-enoyl-CoA reductase (NADPH)）は、次の化学反応を触媒する酸化還元酵素である。
アシルCoA + NADP+ {\displaystyle \rightleftharpoons } trans-2,3-デヒドロアシルCoA + NADPH + H+
反応式の通り、この酵素の基質はアシルCoAとNADP+、生成物はtrans-2,3-デヒドロアシルCoAとNADPHとH+である。
組織名はacyl-CoA:NADP+ trans-2-oxidoreductaseで、別名にNADPH-dependent trans-2-enoyl-CoA reductase, reductase, trans-enoyl coenzyme A, trans-2-enoyl-CoA reductase (NADPH2)がある。